# طوابع الجزائر 1971
يسجل هذا المقال الطوابع البريدية الجزائرية التي أصدرتها إدارة البريد في عام 1971.

## العموميات
تحمل الإصدارات عبارة « اَلْجُمهُورِيَّة اَلْجَزَائِرِيَّة اَلدِّيمُقرَاطِيَّة اَلشَّعبِيَّة » و« البريد » باللغة العربية. أما باللغة الفرنسية فهناك عبارتان هما « Algérie » والتي تعني الجزائر، بالإضافة إلى قيمة اسمية محددة بالدينار جزائري

## قائمة الطوابع الصادرة
| 183 |  | يوم الطابع - البريد المركزي بالجزائر القيمة الاسمية: 0٫30 دينار جزائري الكمية المطبوعة: 1٬000٬000 طابع بريد تاريخ الإصدار: تاريخ السحب: الطول: 36 مليمتر الارتفاع: 25 مليمتر التسنين: تثقيب 12 الرسام: الطابع: |  | الوصف يمثل هذا الطابع مشهدا لمبنى البريد المركزي بالجزائر العاصمة، وهو أحد أبرز المعالم المعمارية في المدينة وأكثرها شهرة. يتميز المبنى بتصميمه الموريسكي العصري الذي يدمج بين الزخرفة الإسلامية والهندسة الفرنسية، وقد شيد خلال الحقبة الاستعمارية في أوائل القرن العشرين. يظهر الطابع الواجهة الأمامية للبناء مع الأروقة المقوسة والقباب الثلاث المميزة، وتعلوها الراية الوطنية الجزائرية، ما يعطيه طابعا وطنيا واضحا. كتبت العبارة "البريد البرق الهاتف" بالعربية. |

| 184 |  | الأمير عبد القادر - صورة 0.25 دج القيمة الاسمية: 0٫25 دينار جزائري الكمية المطبوعة: 15٬265٬000 طابع بريد تاريخ الإصدار: تاريخ السحب: الطول: 23 مليمتر الارتفاع: 32 مليمتر التسنين: تثقيب ¼13 الرسام: محمد راسم الطابع: |  | الوصف يمثل هذا الطابع البريدي المطبوع باللون البرتقالي، تكريما للأمير عبد القادر. يظهر التصميم بورتريها تقليديًا للأمير، يرتدي لباسه التقليدي الجزائري ويعلوه إطار زخرفي عربي إسلامي غني بالتفاصيل. |

| 185 |  | ألعاب البحر الأبيض المتوسط - إزمير 1971 - ألعاب القوى القيمة الاسمية: 0٫20 دينار جزائري الكمية المطبوعة: 1٬000٬000 طابع بريد تاريخ الإصدار: تاريخ السحب: الطول: 32 مليمتر الارتفاع: 22 مليمتر التسنين: تثقيب ½11 الرسام: الطابع: |  | الوصف يخلد هذا الطابع البريدي مشاركة الجزائر في دورة ألعاب البحر الأبيض المتوسط 1971 التي أقيمت في مدينة إزمير التركية. يظهر على الطابع رياضي يقفز فوق حاجز، في مشهد يجسد رياضة العدو بالحواجز، على خلفية زرقاء. تبلغ قيمة الطابع 0.20 دينار جزائري، وقد طُبع من قِبل مؤسسة "كورفوازييه". |

| 186 |  | ألعاب البحر الأبيض المتوسط - إزمير 1971 - حصان الحلق القيمة الاسمية: 0٫40 دينار جزائري الكمية المطبوعة: 1٬000٬000 طابع بريد تاريخ الإصدار: تاريخ السحب: الطول: 22 مليمتر الارتفاع: 32 مليمتر التسنين: تثقيب ½11 الرسام: الطابع: |  | الوصف يمثل هذا الطابع البريدي أحد الإصدارات التي خلدت مشاركة الجزائر في دورة ألعاب البحر الأبيض المتوسط بمدينة إزمير. يصور الطابع رياضيا يؤدي حركة على حصان القفز في رياضة الجمباز الفني، على خلفية خضراء. تبلغ قيمة الطابع 0.40 دينار جزائري. |

| 187 |  | ألعاب البحر الأبيض المتوسط - إزمير 1971 - كرة السلة القيمة الاسمية: 0٫75 دينار جزائري الكمية المطبوعة: 1٬000٬000 طابع بريد تاريخ الإصدار: تاريخ السحب: الطول: 22 مليمتر الارتفاع: 32 مليمتر التسنين: تثقيب ½11 الرسام: الطابع: |  | الوصف يمثل هذا الطابع البريدي مشهدا رياضيا من دورة ألعاب البحر الأبيض المتوسط التي أقيمت في إزمير. يظهر الطابع لاعبي كرة سلة يقفزان في لحظة انطلاق الكرة، في لقطة تجسد روح المنافسة والسرعة. لون الخلفية الوردي، وقيمة الطابع تبلغ 0.75 دينار جزائري.يعد جزءاً من سلسلة طوابع تخلد مشاركة الجزائر في الفعاليات الرياضية الإقليمية. |

| 188 |  | السنة الدولية لمكافحة العنصرية القيمة الاسمية: 0٫60 دينار جزائري الكمية المطبوعة: 500٬000 طابع بريد تاريخ الإصدار: تاريخ السحب: الطول: 26 مليمتر الارتفاع: 45٫5 مليمتر التسنين: تثقيب ¼12 الرسام: Ismaïl Samsom الطابع: |  | الوصف يخلد هذا الطابع البريدي الدولية لمكافحة التمييز العنصري والفصل العنصري، حيث يظهر بتصميم فني تجريدي بالألوان الحمراء والوردية يجسد وجها إنسانيا محاطًا بأشكال حلزونية ترمز إلى الصراع والتحرر من القيود. يحمل الطابع قيمة 0.60 دينار. |

| 189 |  | إنشاء معاهد التكنولوجيا القيمة الاسمية: 0٫70 دينار جزائري الكمية المطبوعة: 1٬000٬000 طابع بريد تاريخ الإصدار: تاريخ السحب: الطول: 36 مليمتر الارتفاع: 22٫5 مليمتر التسنين: تثقيب ¼12 الرسام: علي علي خوجة الطابع: |  | الوصف يمثل هذا الطابع موضوع إنشاء المعاهد التكنولوجية، كما هو مذكور بوضوح أسفل التصميم (إنشاء المعاهد التكنولوجية). يظهر في الطابع مجموعة من الطلبة والمهندسين بملابس مهنية مختلفة، تحيط بهم رموز دائرية تعبر عن تخصصات متعددة مثل الصناعة، الكيمياء، الزراعة، الهندسة، والطاقة. الخلفية الحمراء واللون الأزرق القاتم يضفيان طابعا جادا وعصريا على التصميم، ويعكسان رؤية الدولة الجزائرية لتطوير التعليم التقني والتكوين المهني كركيزة أساسية لبناء اقتصاد وطني متين وقادر على التصنيع والابتكار. |

| 190 |  | الإسعافات الأولية القيمة الاسمية: 0٫40 دينار جزائري الكمية المطبوعة: 362٬500 طابع بريد تاريخ الإصدار: تاريخ السحب: الطول: 36 مليمتر الارتفاع: 26 مليمتر التسنين: تثقيب ¼10 الرسام: الطابع: |  | الوصف يمثل هذا الطابع البريدي مشهدا لدعم جهود الإسعاف والإغاثة، حيث يظهر الهلال الأحمر الجزائري بشكل بارز إلى جانب كلمة "Secourisme" (الإسعاف). الطابع ذو تصميم بسيط بلون أخضر داكن، ويشير إلى قيمة 0.30 دج مضافاً إليها 0.10 دج، وهو ما يدل على أن جزءاً من ثمن الطابع يخصص لدعم أنشطة الإغاثة الإنسانية. هذا النوع من الطوابع يعرف باسم الطابع الإضافي أو التضامني، ويهدف إلى المساهمة في تمويل خدمات الإسعاف والطوارئ التي تقدمها منظمات مثل الهلال الأحمر. |

| 191 |  | بريد جوي - قصبة الجزائر القيمة الاسمية: 2 دينار جزائري الكمية المطبوعة: 5٬000٬000 طابع بريد تاريخ الإصدار: تاريخ السحب: الطول: 45٫5 مليمتر الارتفاع: 26 مليمتر التسنين: تثقيب ¼12 الرسام: Ismaïl Samsom الطابع: |  | الوصف يمثل هذا الطابع مشهدًا فنيا مميزا لالقصبة العتيقة بالجزائر العاصمة، وهي من أقدم أحياء المدينة وأكثرها رمزية من حيث الطابع المعماري والتاريخي. يظهر التصميم بأسلوب زخرفي ملون يعكس كثافة المباني البيضاء المتراصة على الهضاب، مع مساجد وقباب بارزة في الأفق، بينما تحلق فوقها طائرة ترمز إلى الانفتاح والاتصال بالعالم الخارجي. تكتب العبارة "منظر لحي القصبة بالجزائر" بالأحمر في وسط الطابع، مما يؤكد على القيمة التراثية لهذا الحي المدرج لاحقا ضمن التراث العالمي لليونسكو. الطابع يجمع بين الهوية المحلية (القصبة) والبعد الحديث (الطيران). |

| 192 |  | مساجد الجزائر - كتشاوة القيمة الاسمية: 0٫40 دينار جزائري الكمية المطبوعة: 86٬150٬000 طابع بريد تاريخ الإصدار: تاريخ السحب: الطول: 22 مليمتر الارتفاع: 32 مليمتر التسنين: تثقيب ¼10 الرسام: بشير يلس الطابع: |  | الوصف يمثل هذا الطابع مشهدا لمسجد كتشاوة الواقع في قلب القصبة بالجزائر العاصمة، وهو من أهم المعالم المعمارية والتاريخية في البلاد. التصميم يظهر المسجد من زاوية أمامية بارزة، حيث تبدو قِبابه الثلاث ومئذنته الثنائية بشكل فني أنيق يعكس العمارة الإسلامية ذات التأثير العثماني. |

| 193 |  | الأزياء الجزائرية - الأوراس القيمة الاسمية: 0٫50 دينار جزائري الكمية المطبوعة: 1٬000٬000 طابع بريد تاريخ الإصدار: تاريخ السحب: الطول: 33 مليمتر الارتفاع: 48 مليمتر التسنين: تثقيب ½11 الرسام: بشير يلس الطابع: |  | الوصف يظهر هذا الطابع البريدي امرأة من منطقة الأوراس بزيها التقليدي، الذي يعكس الهوية الثقافية والتراثي للمنطقة. ترتدي المرأة ثوبا أرجوانيا مزخرفا، وغطاء أبيض فوق الكتفين، إضافة إلى غطاء رأس تقليدي. يبرز التصميم بدقة التفاصيل والألوان الزاهية على خلفية زرقاء، وتكتب كلمة "Aurès" إلى جانبها، للدلالة على المنطقة. يعكس الطابع اهتمام الجزائر في سبعينيات القرن الماضي بتوثيق اللباس التقليدي وتعزيز الهوية الوطنية من خلال الطوابع البريدية، التي أصبحت وسيلة لنشر الثقافة المحلية والتعريف بالتنوع الجهوي في البلاد. |

| 194 |  | الأزياء الجزائرية - وهران القيمة الاسمية: 0٫70 دينار جزائري الكمية المطبوعة: 1٬000٬000 طابع بريد تاريخ الإصدار: تاريخ السحب: الطول: 33 مليمتر الارتفاع: 48 مليمتر التسنين: تثقيب ½11 الرسام: بشير يلس الطابع: |  | الوصف يمثل هذا الطابع نموذجا من اللباس التقليدي لمنطقة وهران في الغرب الجزائري. يصور رجلا يرتدي جلبابا بلون فاتح، ومعطفا (برنوسا) بني اللون، وعمامة بنفسجية، إلى جانب حزام تقليدي ملون يلف خصره، مما يعكس ثراء الأزياء الشعبية وتنوعها الجهوي. الخط العربي الجميل المحيط بالطابع والزخرفة الجانبية. الطابع جزء من سلسلة طوابع جسدت الأزياء التقليدية لمختلف الولايات. |

| 195 |  | الأزياء الجزائرية - الجزائر القيمة الاسمية: 0٫80 دينار جزائري الكمية المطبوعة: 1٬000٬000 طابع بريد تاريخ الإصدار: تاريخ السحب: الطول: 33 مليمتر الارتفاع: 48 مليمتر التسنين: تثقيب ½11 الرسام: بشير يلس الطابع: |  | الوصف يظهر هذا الطابع البريدي زيًا تقليديًا لرجل من منطقة الجزائر العاصمة، مرتديا سروالًا واسعا وقميصا مزخرفا وسترة قصيرة مع عمامة تقليدية على الرأس وحزام حول الخصر، ما يعكس اللباس الحضري الجزائري المتأثر بالطابع الأندلسي والعثماني. يحمل الطابع قيمة 0.80 دينار، وقد صممه الفنان بشير يلس وطبعته دار كورفوازييه السويسرية، وهو جزء من سلسلة طوابع مخصصة لتوثيق الأزياء التقليدية في مختلف مناطق الجزائر. |

| 196 |  | الأزياء الجزائرية - جبل عمور القيمة الاسمية: 0٫90 دينار جزائري الكمية المطبوعة: 1٬000٬000 طابع بريد تاريخ الإصدار: تاريخ السحب: الطول: 33 مليمتر الارتفاع: 48 مليمتر التسنين: تثقيب ½11 الرسام: بشير يلس الطابع: |  | الوصف يمثل هذا الطابع الصادر ضمن سلسلة طوابع الأزياء التقليدية نموذجا من اللباس التقليدي النسوي لمنطقة جبال العمور، وهي منطقة جبلية تقع في الهضاب العليا غرب الجزائر. تظهر في التصميم امرأة ترتدي فستانا أحمر مطرّزا بزخارف ذهبية، مع وشاح أزرق يغطي الكتفين والرأس، وحلي تقليدية تزين العنق والمعصم. |

| 197 |  | الذكرى 25 لتأسيس اليونيسف القيمة الاسمية: 0٫60 دينار جزائري الكمية المطبوعة: 2٬000٬000 طابع بريد تاريخ الإصدار: تاريخ السحب: الطول: 22٫5 مليمتر الارتفاع: 37٫5 مليمتر التسنين: تثقيب ½11 الرسام: باية الطابع: |  | الوصف يمثل هذا الطابع الذكرى الخامسة والعشرين لتأسيس منظمة اليونيسف (1946–1971) تحت شعار "إغاثة الطفولة". يتميز الطابع بتصميم فني مشرق وحالم من توقيع الفنانة باية. يجسد التصميم عالما طفوليا غنيا بالرموز: طيور، فواكه، أوراق، وزهور، كلها مرسومة بأسلوبها الفطري الزاهي، في تناغم مع شعار اليونيسف (الكرة الأرضية والطفل داخل إكليل زيتون). الألوان الزاهية (الزهري، الأزرق، الأخضر، البنفسجي) تضفي إحساسا بالبراءة والفرح والتنوع. |